# Polia askolda
Polia askolda är en fjärilsart som beskrevs av Charles Oberthür 1890. Polia askolda ingår i släktet Polia och familjen nattflyn. Inga underarter finns listade i Catalogue of Life.